# Gastón Puerari
Leonardo Gastón Puerari Torres (ur. 23 stycznia 1986 w Paysandú) – urugwajski piłkarz występujący najczęściej na pozycji napastnika, obecnie zawodnik Defensora Sporting.
Puerari jest wychowankiem stołecznej urugwajskiej drużyny Rampla Juniors, do której seniorskiego składu został włączony w 2007 roku. Jesień 2008 spędził na wypożyczeniu w ekwadorskim Emelecu. W latach 2009–2010 reprezentował barwy Montevideo Wanderers, skąd w lutym 2011 przeszedł do amerykańskiego Chicago Fire. Po kilku miesiącach na zasadzie półrocznego wypożyczenia zasilił meksykański Club Atlas, natomiast wiosną 2012 powrócił do ojczyzny, podpisując kontrakt ze stołecznym Defensorem Sporting.